# Bukovica (rivière)
Pour les articles homonymes, voir Bukovica.
La Bukovica est une rivière de Monténégro. Longue de 42 km, elle est un affluent de la Komarnica. Elle fait partie du bassin versant de la mer Noire.
La Bukovica est la rivière la plus longue de la municipalité de Šavnik. Elle prend sa source au pied du mont Ranisava et se jette dans la Komarnica. Ses principaux affluents sont le Šavnik et la Bijela.